# Carl Theodor Welcker
Karl Theodor Georg Philipp Welcker (né le 29 mars 1790 à Homberg - mort le 10 mars 1869 à Heidelberg) était un homme politique libéral badois.

## Biographie
Karl Theodor Welcker était un des dix-sept enfants d'un pasteur qui est également le père du célèbre philologue Friedrich Gottlieb Welcker (1784-1868). Après des études de droit public à Heidelberg et Giessen, il obtient une chaire à cette dernière université en 1814. La même année, il prononce un discours nationaliste sur la « Liberté allemande » avant de se lancer, à la tête d'un bataillon d'étudiants volontaires, dans la « guerre de libération » contre la France napoléonienne.
Il est également professeur aux universités de Kiel, Bonn et Fribourg-en-Brisgau.
Élu à la seconde chambre (chambre des députés) du parlement du grand-duché de Bade de 1831 à 1851, il appartient au mouvement libéral, ce qui lui vaut d'être mis à la retraite dès 1832. En 1831, il est l'auteur d'une loi sur la liberté de la presse qui entre en contradiction avec les lois de censure de la Confédération germanique (décrets de Karlsbad) - elle est donc annulée par le grand-duc - et est l'initiateur d'une motion demandant l'unité allemande et la formation d'un parlement national allemand, préfigurant ainsi le futur Parlement de Francfort.
Libéral modéré, Welcker prend part à la réunion d'Heppenheim (10 octobre 1847) où est élaboré le programme politique qui allait être appliqué quelques mois plus tard, grâce à la Révolution de Mars. Au début des événements (2 mars), le député badois résume les revendications des libéraux et des radicaux dans une liste de douze vœux adressée au grand-duc, qui accepte les réformes proposées ainsi que le renvoi des ministres les plus conservateurs, répondant ainsi favorablement à une autre demande de Welcker. Élu au Parlement de Francfort (1848-49), où il se livre à des joutes oratoires contre le radical Carl Vogt, il participe à l'élaboration de la constitution de Francfort. D'abord partisan de la solution grande-allemande, il se rallie à la solution petite-allemande en mars 1849.